# Sunrise Inc.
Sunrise Inc. a fost un proiect românesc de muzica romanian house, popcorn și pop, înființat în anul 2009. Formația are în componență doi artiști, respectiv Adi Mîndroc (n. 29 decembrie 1986, Slatina) și Silviu Mîndroc (15 decembrie 1984, Slatina). Primul single al trupei, „Forever in My Soul”, a fost inclus pe Nightlife Awards 09 Highlights – The Megamix, compilația oficială a premiilor Nightlife Awards din Olanda. Cea mai cunoscută piesă lansată de aceștia, „Lick Shot”, a fost licențiată în SUA, Rusia, țările scandinave, Ucraina, Israel, Franța, Belgia, Luxemburg, Anglia, Irlanda, Olanda, Grecia și Cipru.
Sunrise Inc. este un proiect conceput de Adi și Silviu Mîndroc, care au renunțat la trupa de breakdance pe care o aveau pentru a urma o carieră muzicală. Împreună cu Mihai Toader (n. 31 mai 1986, Slatina), astăzi retras din trupă, au început să lanseze primele piese în 2009.

## Premii
| An   | Premii                    | Categorie                         | Lucrare           | Rezultat | Ref.  |
| ---- | ------------------------- | --------------------------------- | ----------------- | -------- | ----- |
| 2013 | Premiile Muzicale Tunisia | Cea mai bună piesă internațională | „Mysterious Girl” | Câștigat | [ 7 ] |

## Legături externe
- Site web oficial Arhivat în 27 noiembrie 2012, la Wayback Machine.
- Pagina oficială de Facebook
- Canalul oficial de YouTube
- Pagina oficială de Twitter